# Płutyszki
Płutyszki (lit. Plutiškės) – wieś na Litwie, na Suwalszczyźnie, w rejonie kozłoworudzkim w okręgu mariampolskim, siedziba administracji gminy Płutyszki.
Za Królestwa Polskiego przynależała administracyjnie do gminy Michaliszki w powiecie mariampolskim.
We wsi znajduje się zabytkowy kościół św. Józefa, zbudowany w 1839.